# Allobates subfolionidificans
Allobates subfolionidificans is een kikkersoort uit de familie van de Aromobatidae. De wetenschappelijke naam van de soort is voor het eerst geldig gepubliceerd in 2007 door Albertina Pimentel Lima, Diego E. A. Sanchez en Jesus R. D. Souza.
A. subfolionidificans is tot nu toe op één locatie gevonden in het regenwoud van de staat Acre in Brazilië, daar komt de soort veel voor. De populatie lijkt daar stabiel. De vrouwtjes leggen hun eieren in palmbladeren en mannetjes vervoeren vervolgens de jongen naar water, waar de dieren verder ontwikkelen.